# Los Quirquinchos
Los Quirquinchos é uma comuna na Província de Santa Fé, no departamento Caseros, a 170 km de Rosário e a 256 km de Santa Fé, sendo a Ruta provincial RP 93 sua principal via de comunicação.

## História
Domingo Funes vendeu a Juan Gödeken uma fração de campo sem a existência de caminhos ou algum tipo de assentamento, levando a supor que Juan Gödeken havia se encarregado do primeiro loteamento, e que os colonos que chegaram depois limparam o campo e o cultivaram, trazendo também a maioria dos caminhos rurais.
O nome do povoado seria provisório, lançando mão à geografia circundante, na qual apareciam vários chañares. Esta árvore não se distingue por possuir um fuste reto, o que dificultaria o caminho de buscar o lugar onde pôde ter estado o "chañar ladeado", que supostamente inspirou o fundador.

## Santo Padroeiro
- São Isidro Labrador, festividades:15 de maio.

## Criação da Comuna
- 11 de outubro de 1906.

## Biblioteca Popular
- Dr. Manuel Belgrano

## Pontos Turísticos
- Colonia Hansen
- Colonia La Catalana
- Colonia Terrason
- Paraje La Flor

## Personalidades
- Jorge Isaías, poeta
- Emilio Vollenweider (h) Dip. Prov. pela Liga del Sur, 1918
- Jorge Carlos Arlt, Dip. Prov. pelo Partido Demócrata Progresista, 1934
- Héctor Galaretto, Dip. Prov.,  Unión Cívica Radical, 1963
- Danilo Gerlo, futebolista
- Fernando Belluschi, futebolista